# She’s the One (Lied)
She’s the One ist ein Lied der britischen Rockband World Party aus dem Jahr 1997. Größere Bekanntheit erlangte es durch eine erfolgreiche Coverversion von Robbie Williams im Jahr 1998.

## Hintergrund
Das Lied wurde von Karl Wallinger geschrieben, komponiert und produziert. Die Erstveröffentlichung erfolgte als Single und Teil des sechsten World-Party-Studioalbums Egyptology im Jahr 1997.

## Coverversion von Robbie Williams
Im Folgejahr nahm der britische Popsänger Robbie Williams eine Coverversion unter der Produktion von Guy Chambers und Steve Power auf. Diese erschien erstmals am 26. Oktober 1998 als Teil seines zweiten Studioalbums I’ve Been Expecting You sowie als Single am 8. November 1999.

### Musikvideo
Das Musikvideo zu She’s the One entstand unter der Regie von Nick Goffey und Dominic Hawley und zeigt Williams als Eiskunstlauf-Trainer eines Paares, das von Pamela O’Connor und Jonathon O’Dougherty dargestellt wurde. Nachdem sich der männliche Eiskunstläufer während des Trainings verletzt, übernimmt Williams seinen Platz für das Finale und erzielt für Großbritannien die Höchstpunktzahl 6,1, während die anderen teilnehmenden Länder 6,0 erzielten. Bis August 2023 zählte es über 78 Millionen Aufrufe bei YouTube.

### Chartplatzierungen
| ChartsChartplatzierungen     | Höchstplatzierung | Wochen |
| ---------------------------- | ----------------- | ------ |
| Deutschland (GfK)            | 27 (14 Wo.)       | 14     |
| Österreich (Ö3)              | 16 (11 Wo.)       | 11     |
| Schweiz (IFPI)               | 20 (21 Wo.)       | 21     |
| Vereinigtes Königreich (OCC) | 1 (20 Wo.)        | 20     |

| ChartsJahrescharts (1999)    | Platzierung |
| ---------------------------- | ----------- |
| Vereinigtes Königreich (OCC) | 17          |

### Auszeichnungen für Musikverkäufe
| Land/Region                  | Auszeichnungen für Musikverkäufe (Land/Region, Auszeichnung, Verkäufe) | Verkäufe |
| ---------------------------- | ---------------------------------------------------------------------- | -------- |
| Dänemark (IFPI)              | Gold                                                                   | 45.000   |
| Italien (FIMI)               | Gold                                                                   | 50.000   |
| Neuseeland (RMNZ)            | Platin                                                                 | 10.000   |
| Vereinigtes Königreich (BPI) | Platin                                                                 | 781.000  |
| Insgesamt                    | 2× Gold · 2× Platin ·                                                  | 886.000  |

Hauptartikel: Robbie Williams/Auszeichnungen für Musikverkäufe